# Theraphosa Blondi (album)
Theraphosa Blondi is het tweede muziekalbum van de Britse band Web. Het is genoemd naar de Goliath vogelspin. De muziek bestaat uit jazzy rock.

## Musici
- John L. Watson – zang
- Tom Harris – saxofoons, dwarsfluit en basklarinet
- Tony Edwards – gitaar
- John Eaton – gitaar
- Dick Lee-Smith – basgitaar
- Ken Beveridge – slagwerk
- Lenny Wright- percussie
- aanvullingen op track 3 door een strijkensemble

## Composities
1. Like the man said (Wright)
2. Sunshine of our love (Pete Brown – Eric Clapton – Jack Bruce
3. ‘Til I come home again once more (Gilbert O'Sullivan)
4. Bewala (Web)
5. 1.000 miles away (Eaton)
6. Blues for two T’s (Harris)
7. Kilimanjaro (Eaton, Wright)
8. Tobacco Road (Loudermilk) / America! (Leonard Bernstein / Sondheim)
9. Afrodsiac (Web) (bonustrack op cd)
10. New specs (Harris) (bonustrack op cd)

## Bijzonderheden
- de stem van Watson klinkt bijna hetzelfde als die van Guy Manning;
- track 2 bevat een solo voor de saxofoon die qua structuur lijkt op de saxofoonsolo uit Money van Pink Floyds The Dark Side of the Moon;
- geluidstechnicus is Derek Varnals, die later de eerste albums van de Moody Blues zou begeleiden.

## Single
Het album zou de single Baby won’t you leave me alone begeleiden. Die single belandde in de Belgische Top Twintig, maar de compositie staat niet op het album, noch is het een bonustrack.